# 125B busz (Budapest)
A budapesti 125B jelzésű autóbusz a Bosnyák tér és Fót, Auchan áruház között közlekedett. A viszonylatot az ArrivaBus üzemeltette.

## Története
2022. január 22-étől megszűnő 224-es helyett a 125-ös busz bizonyos indulásai 125B jelzéssel a fóti Auchanig meghosszabbítva közlekedtek, biztosítva továbbra is az áruház felármentes megközelíthetőségét. 2024. december 31-én megszűnt, mert az Auchan felmondta a részfinanszírozással kapcsolatos szerződést.

## Útvonala
| Fót, Auchan áruház felé |
| Bosnyák tér vá. – Nagy Lajos király útja – Telepes utca – Öv utca – Erzsébet királyné útja – Kolozsvár utca – Rekettye utca – Rákos út – Karatna tér – Rákos út – Wysocki utca – Pázmány Péter utca – Dugonics utca – Eötvös utca – Hubay Jenő tér – Deák utca – Fő út – Széchenyi tér – Fő út – Csobogós utca – Közvágóhíd utca – Kovácsi Kálmán tér – Károlyi Sándor út – Felsőkert utca – Külső Fóti út – Külső Fóti út – 2102 – Auchan bekötőút – Fót, Auchan áruház vá.                         |
| Bosnyák tér felé |
| Fót, Auchan áruház vá. – Auchan bekötőút – 2102 – Külső Fóti út – Felsőkert utca – Károlyi Sándor út – MEDIMPEX, forduló – Károlyi Sándor út – Kovácsi Kálmán tér – Közvágóhíd utca – Csobogós utca – Fő út – Széchenyi tér – Fő út – Deák utca – Hubay Jenő tér – Eötvös utca – Dugonics utca – Pázmány Péter utca – Wysocki utca – Rákos út – Karatna tér – Rákos út – Rekettye utca – Kolozsvár utca – Erzsébet királyné útja – Öv utca – Telepes utca – Nagy Lajos király útja – Bosnyák tér vá. |

## Megállóhelyei
Az átszállási kapcsolatok között az azonos útvonalon, de az Auchan áruház érintése nélkül közlekedő 125-ös busz nincs feltüntetve.
| 0  | Bosnyák tér végállomás                               | 38 | 7, 7E, 8E, 32, 108E, 110, 112, 124, 133E, 277 3, 62, 62A                                  |
| 1  | Telepes utca                                         | ∫  | 124, 277                                                                                  |
| 2  | Fűrész utca                                          | 36 | 124, 277                                                                                  |
| 3  | Szentes utca                                         | 34 | 124                                                                                       |
| 4  | Öv utca (↓) Telepes utca (↑)                         | 33 | 124 S76 (Újpalota)                                                                        |
| 5  | Kerékgyártó utca                                     | 31 | 124                                                                                       |
| 7  | Szuglói körvasút sor (↓) Öv utca (↑)                 | 30 | 5, 124 62, 62A, 69                                                                        |
| 7  | Kolozsvár utcai piac                                 | 29 |                                                                                           |
| 8  | Perczel Mór utca                                     | 28 |                                                                                           |
| 9  | Irány utca                                           | ∫  | 25                                                                                        |
| 10 | Rákos út (↓) Rekettye utca (↑)                       | 27 | 25                                                                                        |
| 10 | Karatna tér                                          | 26 | 25                                                                                        |
| 12 | Wysocki utca / Rákos út                              | 25 | 5, 25                                                                                     |
| 12 | Patyolat utca                                        | 24 |                                                                                           |
| 13 | Istvántelek vasútállomás (Wysocki utca)              | 23 | S70 , S71                                                                                 |
| 14 | Pázmány Péter utca                                   | 22 |                                                                                           |
| 14 | Dugonics utca                                        | 22 |                                                                                           |
| 15 | Szerencs utca                                        | 21 |                                                                                           |
| 16 | Eötvös utca 74. (↓) Arany János utca (↑)             | 20 | 25                                                                                        |
| 17 | Rädda Barnen utca                                    | 19 | 25                                                                                        |
| 19 | Hubay Jenő tér                                       | 18 | 25, 96, 104, 104A, 124, 170, 196, 196A, 204, 225, 296, 296A                               |
| ∫  | Deák utca                                            | 17 |                                                                                           |
| 20 | Széchenyi tér                                        | 16 | 104, 104A, 170, 204, 231, 231B 308, 309, 310, 313, 314, 315, 316, 317, 318, 319, 320, 321 |
| 22 | Rákospalota, Kossuth utca                            | 15 | 5, 104, 104A, 170, 204, 231, 231B, 270 12                                                 |
| 23 | Mogyoród útja (↓) Csobogós utca (↑)                  | 14 | 170, 270                                                                                  |
| 24 | Közvágóhíd tér                                       | 13 | 124, 170, 270                                                                             |
| 25 | Kovácsi Kálmán tér                                   | 12 | 124, 170, 225, 270                                                                        |
| 26 | Árokhát út                                           | 11 | 170, 225, 270 S71 (Rákospalota-Kertváros)                                                 |
| 27 | Székely Elek út (↓) Rákospalota, Székely Elek út (↑) | 10 | 170, 225, 270                                                                             |
| 28 | Hulladékhasznosító Mű                                | 9  |                                                                                           |
| ∫  | Rákospalota, MEDIMPEX                                | 8  |                                                                                           |
| 28 | Károlyi Sándor út                                    | 7  |                                                                                           |
| 36 | Fót, Auchan áruház végállomás                        | 0  | 308, 309, 310, 318, 319                                                                   |